# یادمان صلح هیروشیما
یادمان صلح هیروشیما (به ژاپنی: 原爆ドーム) (همچنین مشهور به گنبد بمب اتمی) نام بنایی مخروبه و یادمانی از بمباران اتمی هیروشیما و ناکازاکی است. گنبد گنباکو در فاصله نزدیکی از محل انفجار بمب اتمی در شهر هیروشیمای ژاپن قرار داشت، اما به صورت کامل تخریب نشد.
عملیات بمباران اتمی هیروشیما در ساعت ۸:۱۵ صبح روز ۶ اوت ۱۹۴۵ میلادی به وقت محلی در شهر هیروشیما انجام گرفت.
دو سوم ساختمان‌های هیروشیما از جمله کارخانه‌های فولادسازی و صنعتی چون میتسوبیشی در اثر این بمباران نابود شدند. تنها چیزی که از شهر باقی ماند ساختمان تالار ترویج صنعتی استانی هیروشیما بود که انفجار، بالای گنبد این بنا رخ می‌دهد و به خاطر قرار گرفتن در کانون مرکزی انفجار، کاملاً ویران نشد.

## نگارخانه

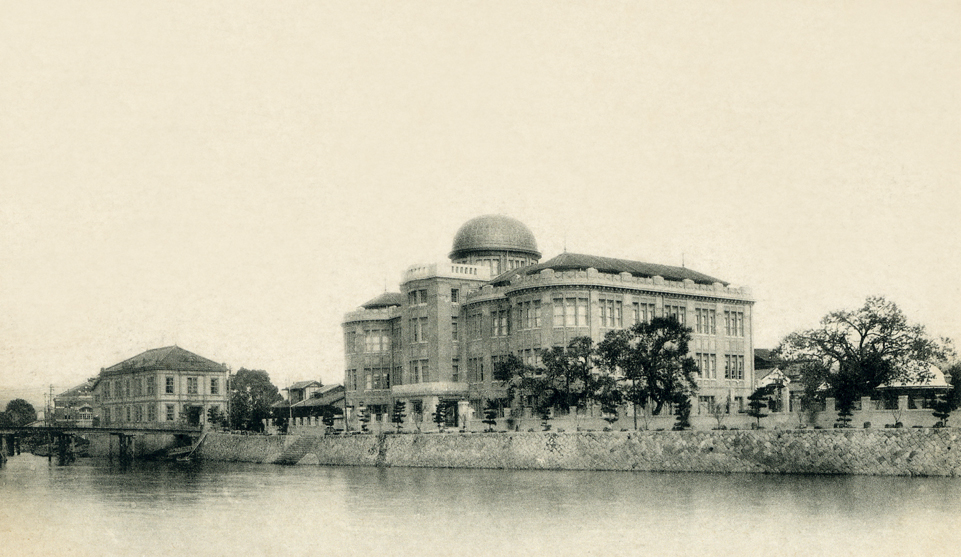
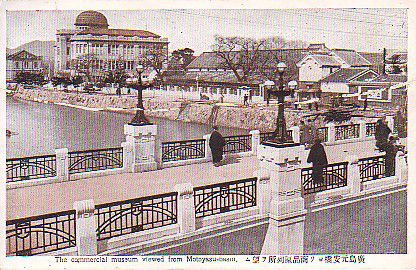
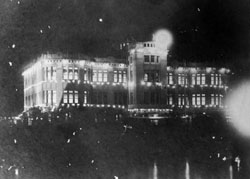
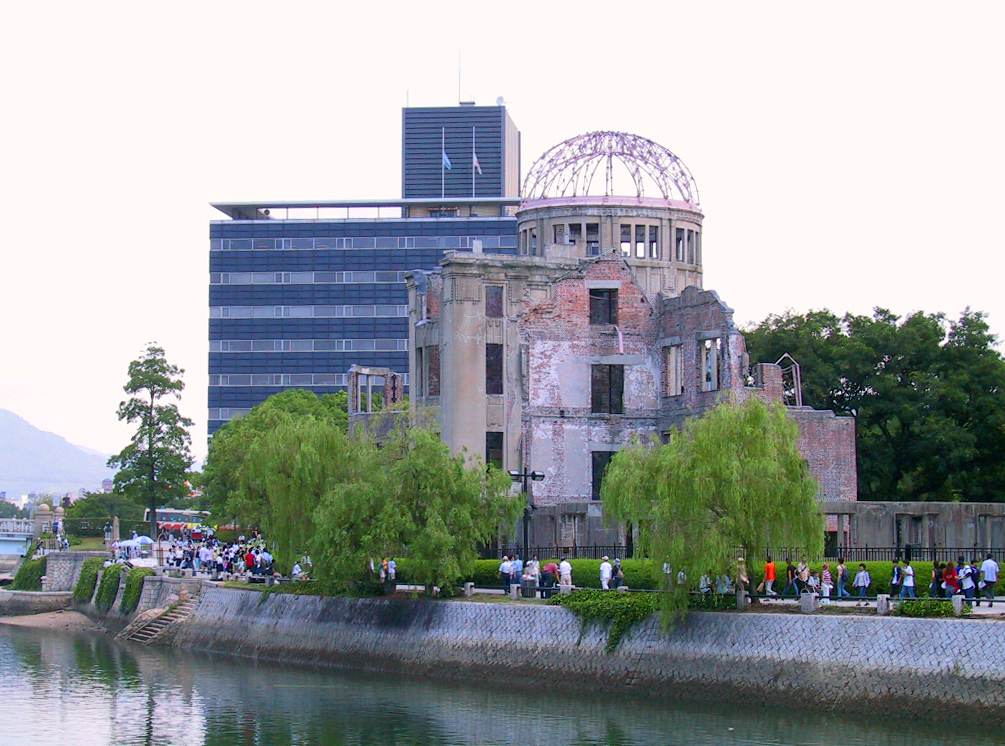
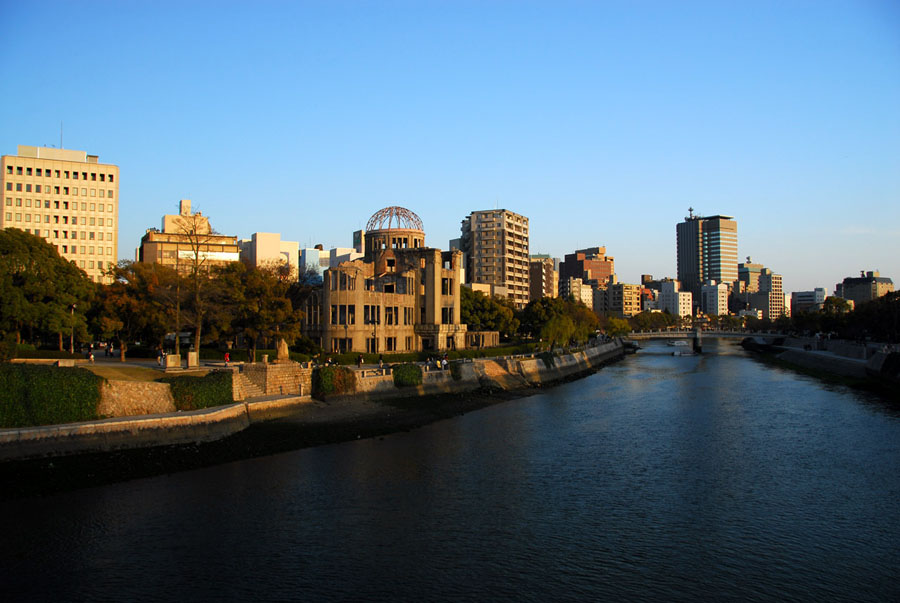
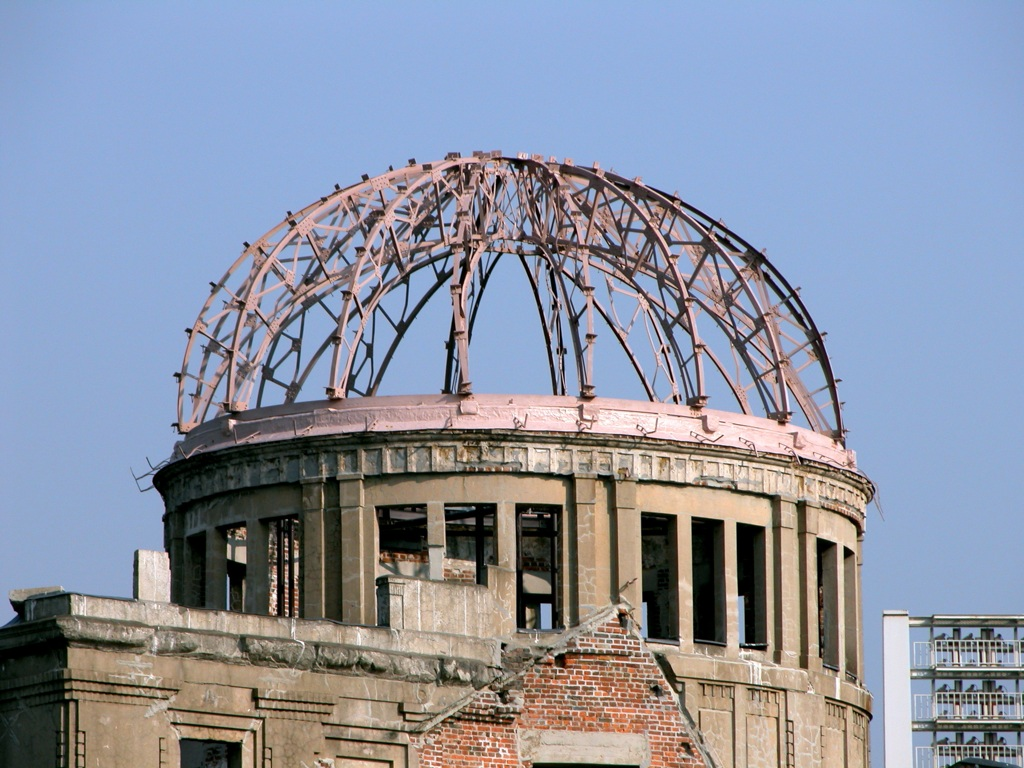
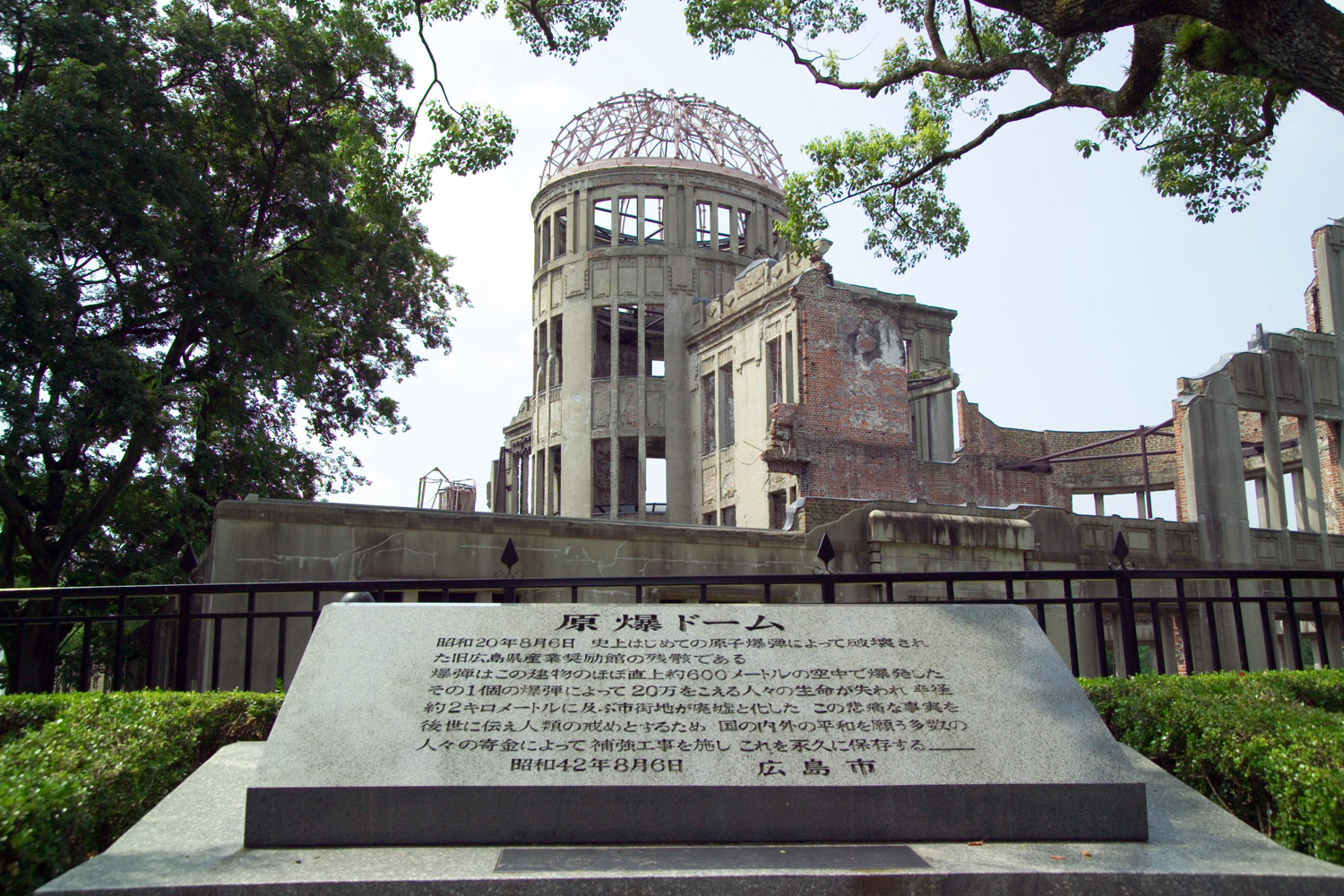
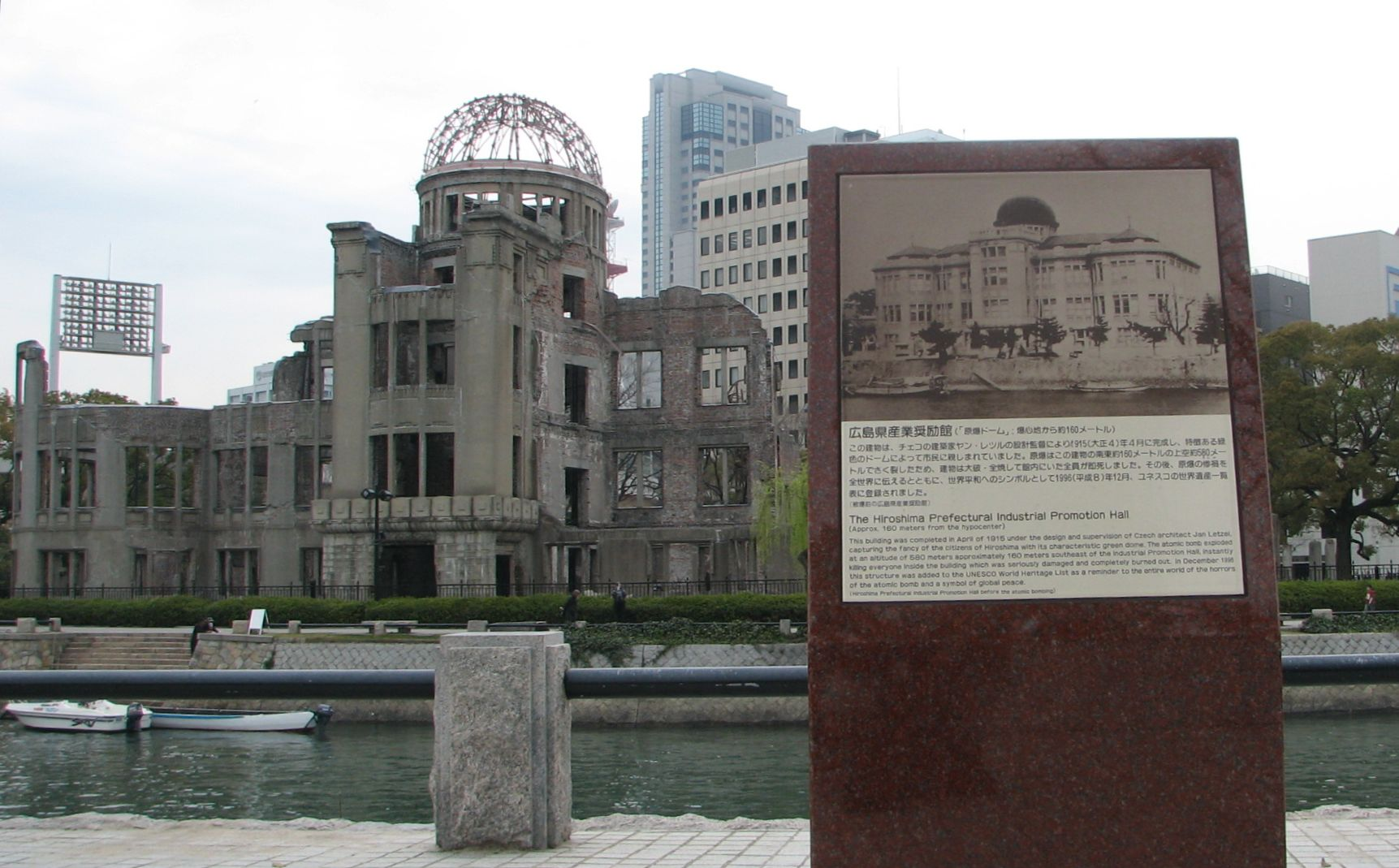
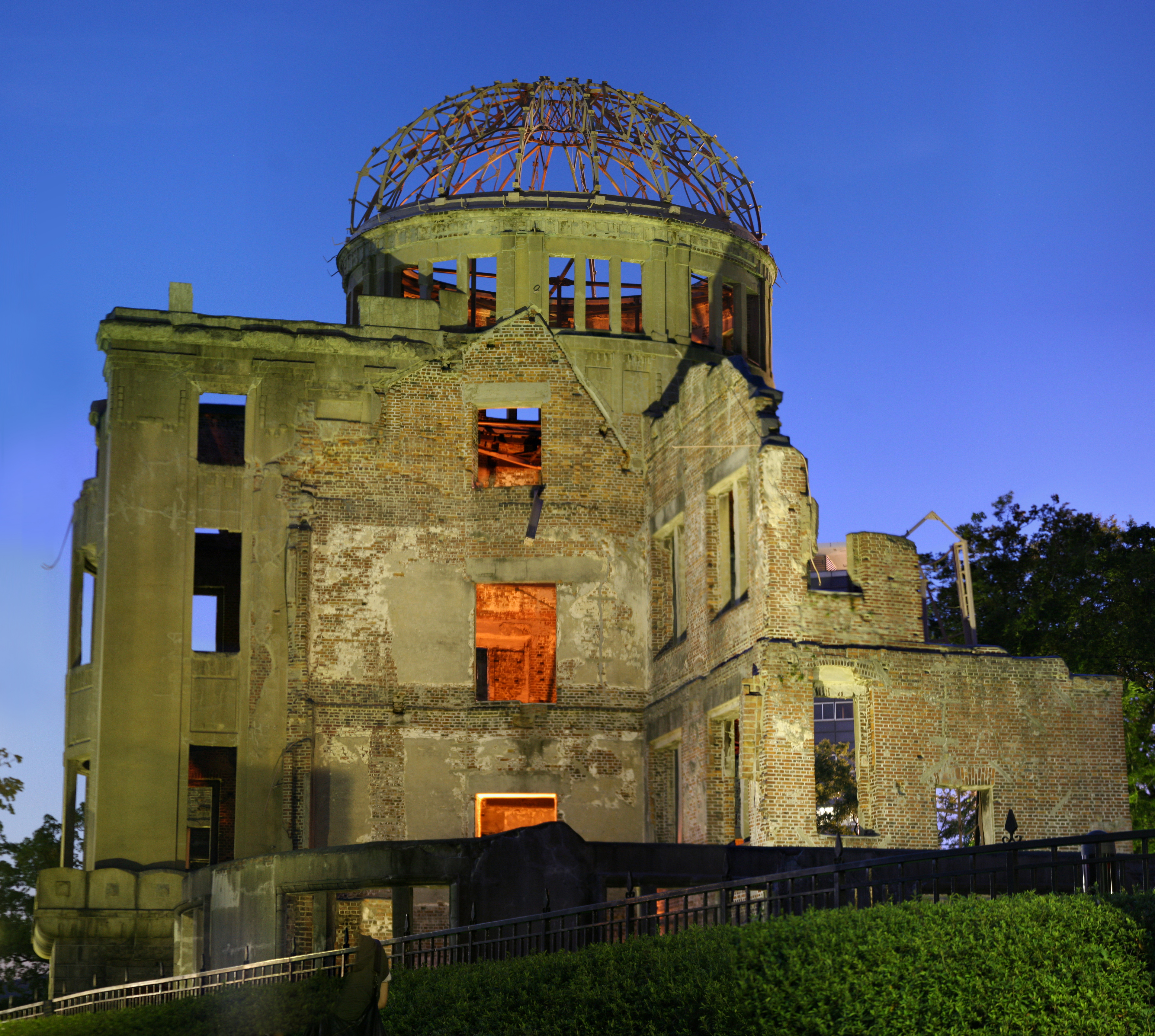
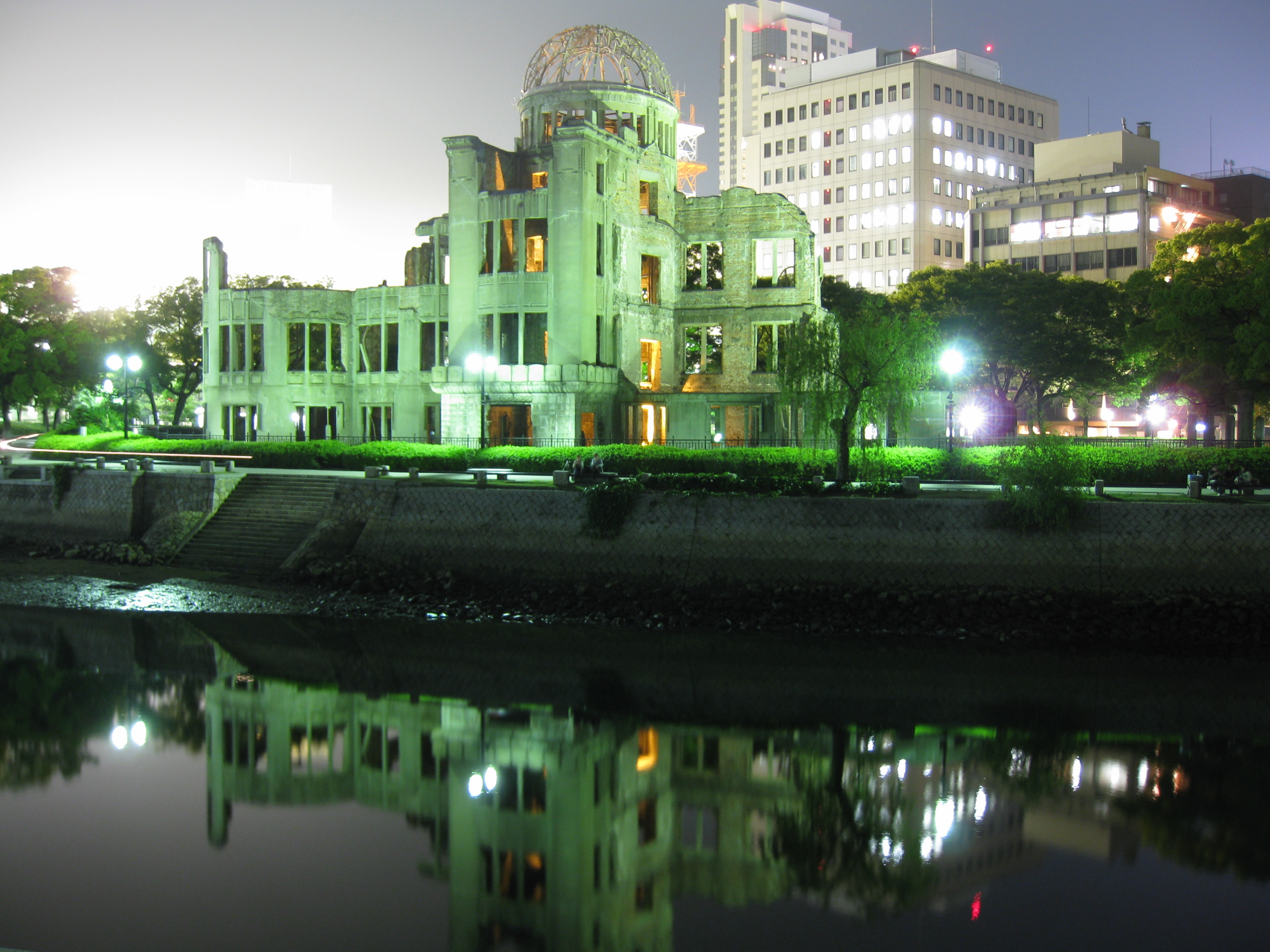
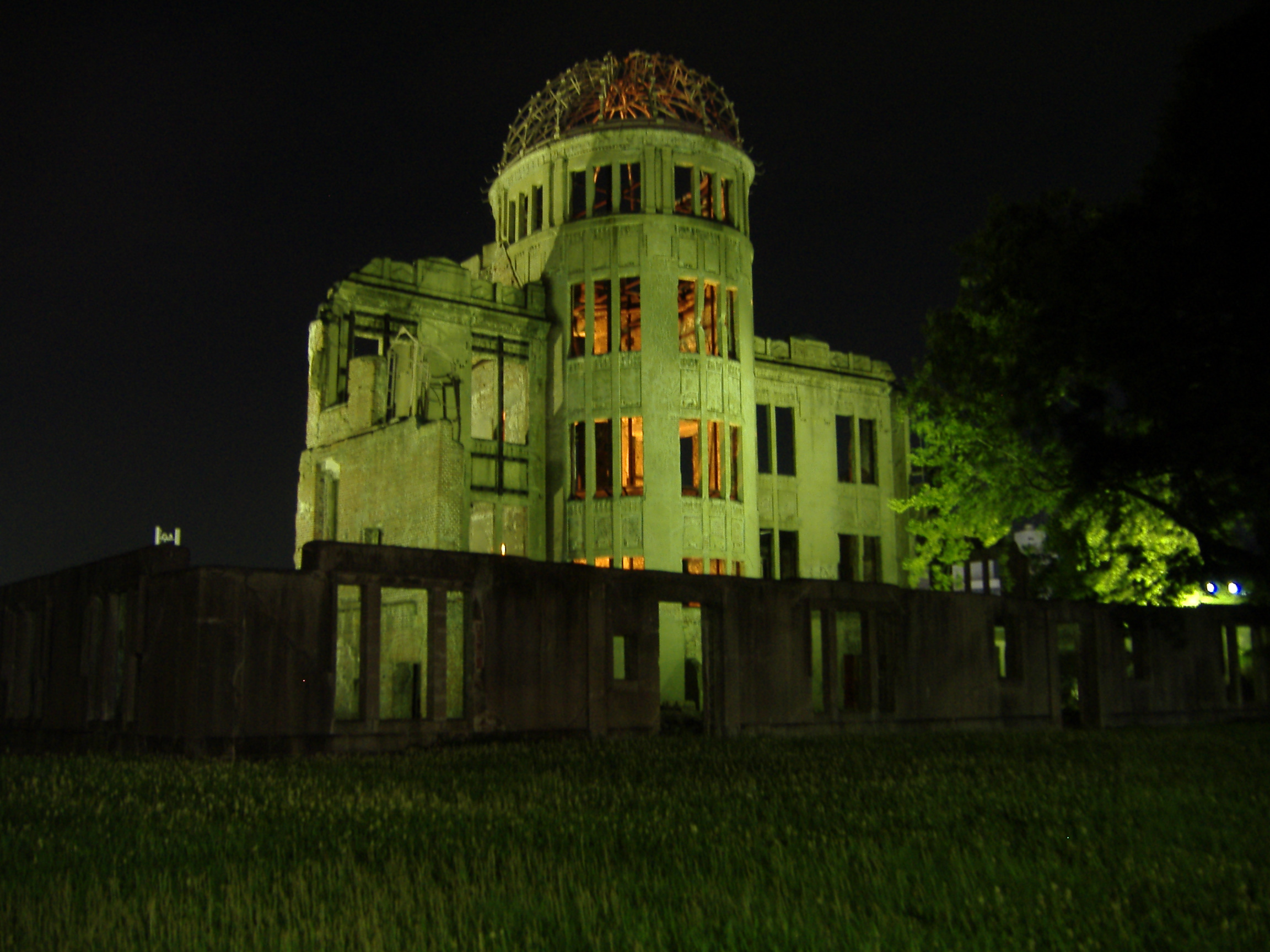
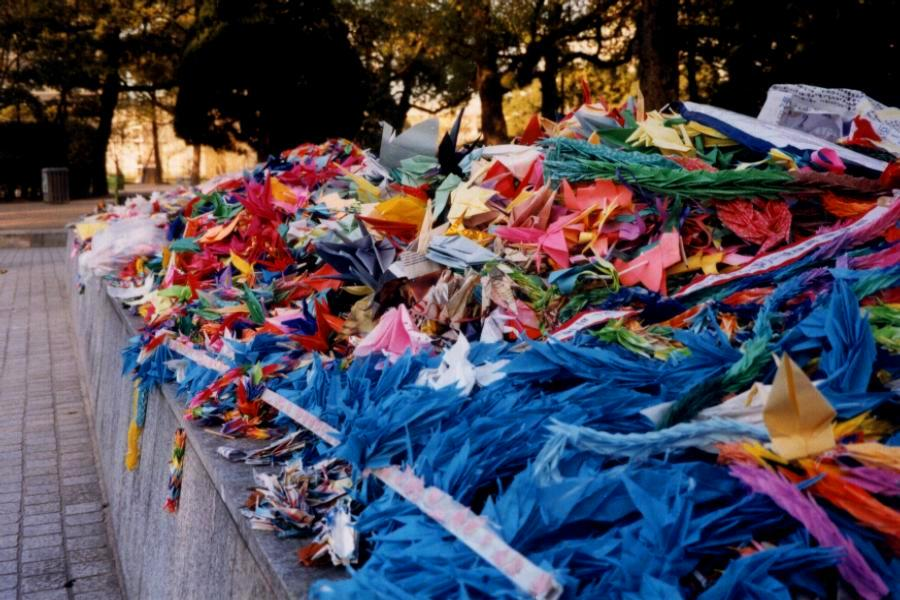